# Центральный территориальный округ

Центральный территориальный округ (показан зелёным цветом) на карте муниципального образования город Тула.

Центральный территориальный округ — составная часть единого муниципального образования город Тула.

## История
Образован в 2015 году и включил Центральный район города Тулы и 34 сельских населённых пункта Ленинского района области в рамках соответствующего муниципального образования Тулы.
Сформировано Главное управление по Центральному территориальному округу в рамках Администрации муниципального образования город Тула.

## Население
Численность населения территориального округа по оценке на 1 января 2016 года составляла 103,9 тыс. жителей, в том числе 9,7 тыс. жителей в сельских населённых пунктах и 94,2 тыс. жителей (90,7 %) в самом городе Тула — Центральном внутригородском районе.

## Состав
В состав Центрального территориального округа, организованного в 2015 году в рамках МО г. Тула, входят Центральный район города Тулы и следующие 34 сельских населенных пункта Ленинского района области:
| №  | Населённый пункт    | Тип населённого пункта | Население | Сельский округ Ленинского района области | Муниципальное образование Ленинского муниципального района до 2015 года |
| -- | ------------------- | ---------------------- | --------- | ---------------------------------------- | ----------------------------------------------------------------------- |
| 1  | Барыково            | деревня                | 27        | Прилепский                               | Ильинское                                                               |
| 2  | Березовка           | деревня                | 3         | Прилепский                               | Ильинское                                                               |
| 3  | Большая Еловая      | деревня                | ↘200      | Ильинский                                | Ильинское                                                               |
| 4  | Большая Стрекаловка | деревня                | 12        | Прилепский                               | Ильинское                                                               |
| 5  | Варваровка          | деревня                | ↘101      | Ильинский                                | Ильинское                                                               |
| 6  | Вечерняя Заря       | деревня                | 31        | Ильинский                                | Ильинское                                                               |
| 7  | Гостеевка           | деревня                | ↗139      | Ильинский                                | Ильинское                                                               |
| 8  | Зимаровка           | деревня                | 28        | Ильинский                                | Ильинское                                                               |
| 9  | Ильинка             | посёлок                | ↘1449     | Ильинский                                | Ильинское                                                               |
| 10 | Квартал 147 км      | посёлок                | 1         | Прилепский                               | Ильинское                                                               |
| 11 | Кишкино             | деревня                | ↘98       | Прилепский                               | Ильинское                                                               |
| 12 | Крутое              | деревня                | ↘300      | Ильинский                                | Ильинское                                                               |
| 13 | Крюковка            | деревня                | 43        | Прилепский                               | Ильинское                                                               |
| 14 | Ливенское           | деревня                | 33        | Прилепский                               | Ильинское                                                               |
| 15 | Лобынское           | деревня                | 20        | Прилепский                               | Ильинское                                                               |
| 16 | Лутовиново          | деревня                | ↘190      | Прилепский                               | Ильинское                                                               |
| 17 | Малая Еловая        | деревня                | 36        | Ильинский                                | Ильинское                                                               |
| 18 | Малая Стрекаловка   | деревня                | 0         | Прилепский                               | Ильинское                                                               |
| 19 | Малевка             | деревня                | ↘208      | Ильинский                                | Ильинское                                                               |
| 20 | Нижние Присады      | деревня                | ↘281      | Ильинский                                | Ильинское                                                               |
| 21 | Никитино            | деревня                | 73        | Ильинский                                | Ильинское                                                               |
| 22 | Осиновая Гора       | село                   | ↗4025     | Ильинский                                | Ильинское                                                               |
| 23 | Петелино            | деревня                | ↘219      | Ильинский                                | Ильинское                                                               |
| 24 | Петелино            | посёлок                | ↗2461     | Ильинский                                | Ильинское                                                               |
| 25 | Пиваловка           | деревня                | 33        | Прилепский                               | Ильинское                                                               |
| 26 | Плужниково          | деревня                | 2         | Прилепский                               | Ильинское                                                               |
| 27 | Прилепские Выселки  | деревня                | 11        | Прилепский                               | Ильинское                                                               |
| 28 | Прилепы             | деревня                | ↘48       | Прилепский                               | Ильинское                                                               |
| 29 | Прилепы             | посёлок                | ↘629      | Прилепский                               | Ильинское                                                               |
| 30 | Сергиевский         | посёлок                | ↘500      | Прилепский                               | Ильинское                                                               |
| 31 | Старое Басово       | деревня                | ↗540      | Ильинский                                | Ильинское                                                               |
| 32 | Тихвинка            | деревня                | ↘193      | Ильинский                                | Ильинское                                                               |
| 33 | Фалдино             | село                   | 77        | Прилепский                               | Ильинское                                                               |
| 34 | Фроловка            | деревня                | 4         | Прилепский                               | Ильинское                                                               |